# Агаев, Назим Машаллах оглы
Назим Машаллах оглы Агаев (азерб. Nazim Maşallah oğlu Ağayev) — азербайджанский певец и актёр. Заслуженный артист Азербайджана (2009).

## Биография
Назим Агаев родился 2 января 1939 года в городе Баку.
Его отец, Агаев Машаллах выходец из Южного Азербайджана, работал в разные годы директором Табачной и Карамельных фабрик, ушел из жизни в возрасте 44 лет.
В 1962 году Назим Агаев поступил в театральный институт на комедийный факультет который окончил в 1967 году. В 1991 году вышел на пенсию.
Был удостоен пенсии фонда имени Гейдара Алиева. Скончался 24 февраля 2018 года после продолжительной болезни.

## Творчество
В институтские годы Назим активно участвовал на культурных мероприятиях института. На одном из этих мероприятий он познакомился с художественным руководителем хора Азербайджанской радиотелевизии Рамизом Мустафаевым и был приглашен им на участие в хоре. Три года Назим Агаев был солистом хора. В институтские годы время от времени выступал в составе ансамблей возглавляемых Ахмедом Бакихановым , Ахсеном Дадашовым и Баба Салеховым. Когда учился на последнем курсе во время выступления в экзаменационном спектакле был приглашен со стороны Шамси Бадалбайли на участие в спектаклях Азербайджанского Комедийно Музыкального театра, где успешно выступил в нескольких спектаклях.
В 1967 -ом году работал солистом Азербайджанской Государственной Филармонии имени Муслима Магомаева. Выступал на гастролях в Египте, Вьетнаме, Польше, Италии, Мальте, Индии, Болгарии, Венгрии.
Далее по приглашению Ахмеда Бакиханова стал солистом оркестра народных инструментов, работал солистом пол руководством Агаси Машадибекова. С 1978 года до пенсии работал солистом государственного концертно гастрольного объединения «Азконцерт».
Снялся в 7 фильмах.
О Назиме Агаеве был снят документальный фильм «Профессия выпавшая на мою долю».

### Семья
Был женат. Имел троих детей.

## Награды и звания
В 2009 году указом президента республики был удостоен почётного звания «Заслуженный артист Азербайджана».

## Фильмография
1. Тайна одной крепости (фильм)
2. В этом южном городе
3. Главное интервью
4. Мужское слово
5. Мерзавец (фильм, 1989)
6. Ночь без берега (1989)
7. Карабахская шикесте (Qarabağ şikəstəsi) (2001)